# Adalia (község)
Adalia település Spanyolországban, Valladolid tartományban. Adalia Villasexmir, San Salvador, Gallegos de Hornija, Vega de Valdetronco, Mota del Marqués, San Cebrián de Mazote és Barruelo del Valle községekkel határos. Lakosainak száma 50 fő (2024).

## Népesség
A település lakosságának változását az alábbi diagram mutatja:
| Lakosok száma | 84   | 69   | 65   | 61   | 57   | 57   | 59   | 53   | 54   | 50   |
|               | 2001 | 2004 | 2007 | 2009 | 2012 | 2014 | 2017 | 2019 | 2022 | 2024 |